# آندره گروشه
آندره گروشه (فرانسوی: André Gruchet‎; ۱۷ آوریل ۱۹۳۳ – ۳ مهٔ ۲۰۱۵) دوچرخه‌سوار اهل فرانسه بود.
وی در مسابقات کشوری و بین‌المللی در مجموع برندهٔ ۱ مدال برنز شده‌است.